# Philemon fuscicapillus
El filemón sombrío (Philemon fuscicapillus) es una especie de ave paseriforme de la familia Meliphagidae endémica de las islas Molucas.

## Descripción
Mide unos 30 cm de largo. El plumaje es de color marrón oscuro con las partes inferiores pálidas. Tiene piel desnuda de color rosado en el área alrededor de los ojos.  La especie es imitada por la oropéndola de Halmahera (Oriolus phaeochromus), que es casi idéntica en apariencia, una situación que ha surgido en muchas especies de oriólidos y filemones que viven en el mismo hábitat. Se piensa que esto reduce la agresión de los filemones contra las oropéndolas más pequeñas.

## Distribución
La especie se distribuye en las islas de Morotai, Halmahera y Bacan.